# Nimród (király)

Id. Pieter Bruegel festménye (1563), Bábel tornya építése.

Nimród (sztenderd héber: נִמְרוֹד Nimrod, tiberi héber: נִמְרֹד Nimrōḏ mezopotámiai király a Bibliában, illetve népmesékben és legendákban. A Bibliában Noé dédunokája; hatalmas vadászként, és az erő szimbólumaként is ábrázolják. Gyakran őt tekintik Bábel tornya építőjének. Szülei: Kus és Szemirámisz. Előképe a sumer tűzisten Gisdhubar lehetett, aki a sémi mitológiában a Naphoz kötődő hérosszá vált.
Magyar szerzők Nimród nevét gyakorta összekapcsolják, illetve helyettesítik a Kézai Simon művében – Gesta Hunnorum et Hungarorum (Hunok és magyarok cselekedetei) – szereplő Menróth óriással (Menrot gygans), Thana fiával, Jáfet ivadékával, a magyarok mondabeli vagy valóságos ősével, fejedelmével.

## Nimród a Bibliában
Nimród a Bibliában meglehetősen homályos körvonalakkal felrajzolt alak, a későbbiekben azonban Josephus, illetve a Midrást összeállító rabbik szerint számtalan legenda vette körül. Ezek közül a leghíresebb, hogy ő építtette a Bibliában is szereplő Bábel tornyát, bár ezt a Biblia nem erősíti meg. A Biblia szerint az özönvíz után életben maradt Noé három fiától származik az emberiség. Noé legrosszabb fia, Kám utódai közül Kús (vagy Khús) nemzette Nimródot, aki hatalmaskodni kezdett a Földön. Országa először a babilóniai Bábelben volt, amit aztán Asszíria vidékére is kiterjesztett.
Mózes I. könyve 10.8-12 (Károli Gáspár fordítása szerint):
„Khús nemzé Nimródot is; ez kezde hatalmassá lenni a földön. Ez hatalmas vadász vala az Úr előtt, azért mondják: »Hatalmas vadász az Úr előtt, mint Nimród.« Az ő birodalmának kezdete volt Bábel, Erekh, Akkád, és Kálnéh a Sineár földén. E földről ment aztán Assiriába, és építé Ninivét, Rekhoboth városát, és Kaláht. És Reszent Ninivé között és Kaláh között: ez az a nagy város.”